# Y học năng lượng
Y học năng lượng, năng lượng trị liệu, năng lượng chữa lành, y học tâm linh, tinh thần học hoặc chữa bệnh tâm linh, y học nhân điện là chi nhánh của y học thay thế dựa trên niềm tin giả khoa học rằng các thầy thuốc có thể truyền năng lượng chữa bệnh vào bệnh nhân và có hiệu quả tích cực. Ý tưởng này chính nó chứa một số phương pháp: tương tác trực tiếp, tương tác không trực tiếp và từ xa (hay vắng mặt) nơi bệnh nhân và người chữa bệnh ở các vị trí khác nhau. 
Các kiểu dùng trường năng lượng chữa bệnh có nhiều tên gọi khác nhau, ví dụ, năng lượng sinh học chữa bệnh (biofield energy healing), chữa bệnh bằng tâm linh (spiritual healing), chạm chữa bệnh (contact healing), chữa bệnh từ xa (distant healing), xúc giác trị liệu (therapeutic touch), Reiki hoặc Khí công.
Chữa bệnh tâm linh xảy ra chủ yếu trong bối cảnh liên phái hoặc phi hệ phái và phong trào Đại kết. Các học viên không thấy đức tin tôn giáo truyền thống như một điều kiện tiên quyết để thực hiện phương pháp chữa trị.Faith healing (chữa bệnh bằng đức tin), ngược lại, diễn ra trong một bối cảnh tôn giáo truyền thống.
Trong khi các đánh giá ban đầu về các tài liệu khoa học về năng lượng chữa bệnh là vẫn không chắc chắn và đề nghị nghiên cứu sâu hơn các đánh giá gần đây đã kết luận rằng không có bằng chứng hỗ trợ hiệu quả lâm sàng. Cơ sở lý thuyết về chữa bệnh đã bị chỉ trích là đáng ngờ, không thật, nghiên cứu và đánh giá ủng hộ y học năng lượng đã bị lỗi vì sai sót về phương pháp luận và kết quả điều trị tích cực đã bị bác bỏ do các cơ chế tâm lý đã biết.
Edzard Ernst, Giáo sư về Y học Bổ sung và Thay thế tại Đại học Exeter, đã cảnh báo rằng "năng lượng chữa lành tiếp tục được thúc đẩy mặc dù sự vắng mặt của tính chính đáng sinh học hoặc bằng chứng lâm sàng thuyết phục... rằng những phương pháp này hoạt động trị liệu  và rất nhiều bằng chứng chứng minh là không đúng". Một số công bố đã chỉ ra những thiết bị "y học năng lượng" được cho là gian lận và thực hành tiếp thị của họ bất chấp hành động thực thi pháp luật ở Hoa Kỳ.